# Insurgency
Insurgency (укр. Повстання, Заколот) - багатокористувацький  тактичний шутер в антуражі подій Іракської війни, що розповсюджується через Steam. Є продовженням моду для Source Insurgency: Modern Infantry Combat. Insurgency відрізняється реалістичністю ігрового процесу.

## Ігровий процес
Події гри відбуваються в часи Іракської війни. Протиборчими сторонами в грі є співробітники ПВК США та іракські повстанці. Також у кожній команді присутні два відділення, де кожен гравець виконує ту чи іншу ігрову задачу. На екрані відсутні елементи HUD і знищення супротивника походить від 1-2 пострілів. Максимальна кількість гравців на сервері 32, по 16 за кожну протиборчу сторону.

## Розробка
Спочатку Insurgency вийшла в 2007 році як мод на рушії Source і називалася Insurgency: Modern Infantry Combat. У команду розробників входив Джеремі Блам (англ. Jeremy Blum), початковий розробник Red Orchestra - відомої модифікації для Unreal Tournament 2004, яка також відрізнялася реалістичним ґеймплеєм і веденням бойових дій.
Розробка окремої версії гри почалося у вересні 2011 року. У 2012 році вона була анонсована під назвою Insurgency 2 (тепер звана просто Insurgency), розробкою зайнялася американська компанія New World Interactive (NWI). Гра була показана на виставці PAX Prime, де сотні людей отримали можливість спробувати її вперше. У команду розробників увійшло безліч людей, які працювали над оригінальною модифікацією. NWI розповіли, що хотіли зберегти атмосферу командної гри, при цьому зробивши гру більш доступною для широкої аудиторії, а також поліпшивши графіку, використовуючи останню версію рушія Source. У березні 2013 року стала доступна в ранньому доступі через Steam Early Access. Гра була офіційно випущена в Steam 22 січня 2014 року.